# Rue de l'Arquebuse (Reims)
Pour les articles homonymes, voir Rue de l'Arquebuse.
Ne doit pas être confondu avec Rue des Arquebusiers.
La rue de l'Arquebuse  est une voie de la commune française de Reims, située au sein du département de la Marne, en région Grand Est.

## Situation et accès
C'est une rue à sens unique qui relie la rue Buirette au boulevard Leclerc.

## Origine du nom
La rue porte le nom de l'hôtel éponyme ou siégeait et s'entrainait la compagnie de l'arquebuse.

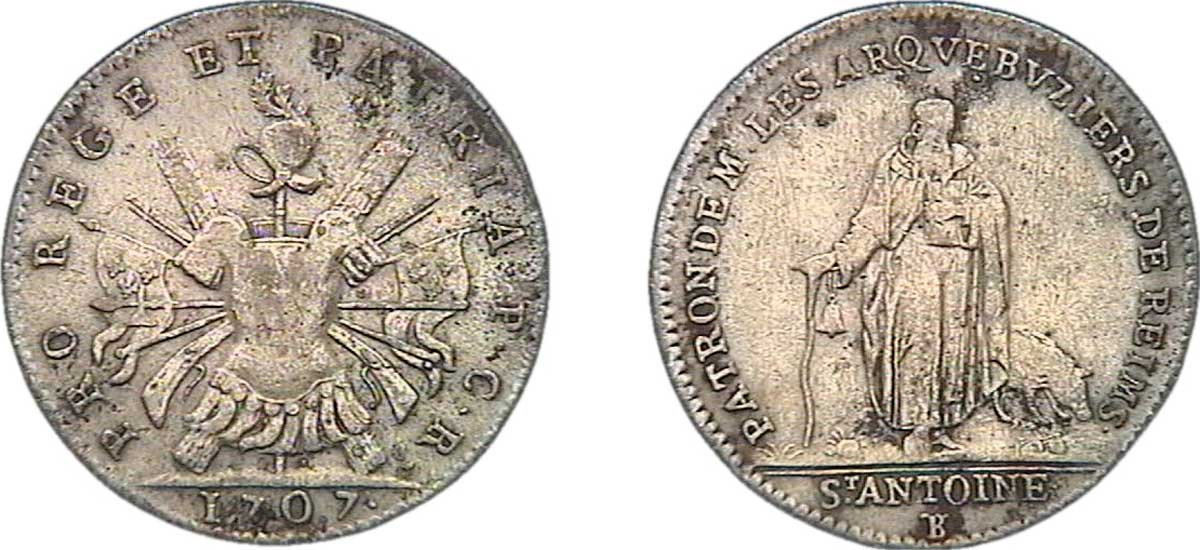
Pièce de la compagnie, 1707, musée Saint-Remi de Reims,
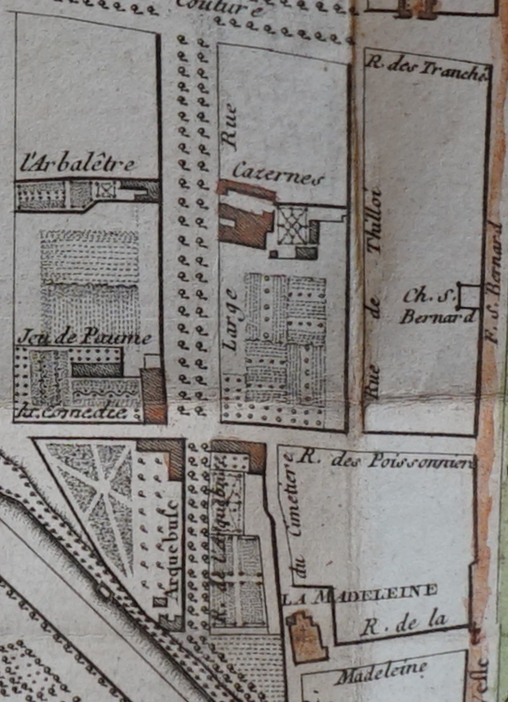
fin XVIIIe siècle l'ancienne rue Large avec une salle de jeu de paume, les terrains des compagnies de tir et d'arquebuse,
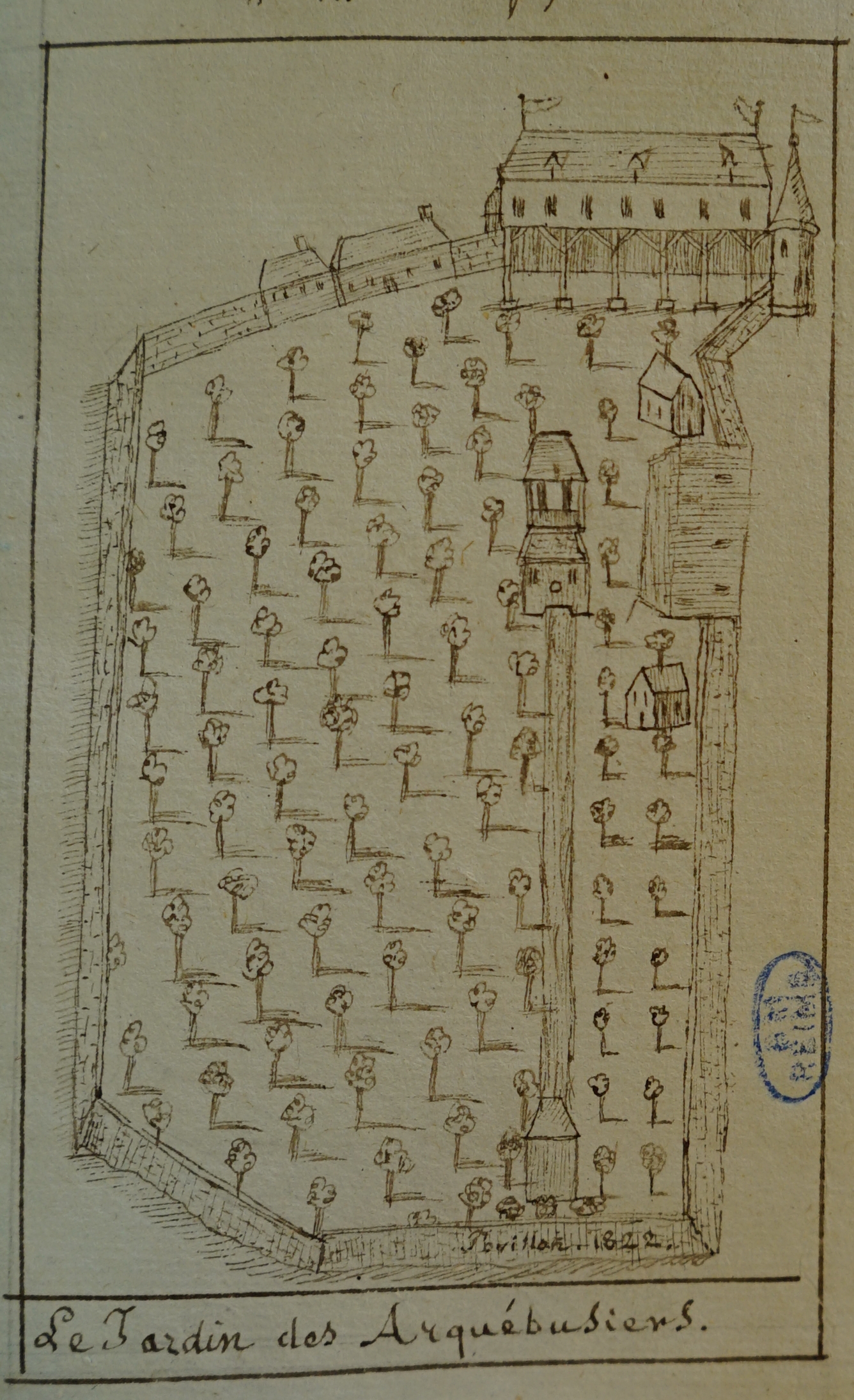
jardins de l'arquebuse au XIXe siècle.

## Historique
La compagnie de l'arquebuse a été reconnue en 1537 par François Ier, le bâtiment de 1568 formait angle avec un jardin de forme triangulaire adossé au rempart. Cette compagnie s’entraînait régulièrement et recevait les autres compagnies de la Champagne et de la Brie ; en 1715 elle avait cinq cents membres appelés aussi chevaliers. La plus ancienne réunion des compagnies pour un concours qui eut lieu à Reims était en juin 1607 en recevant celles des provinces de Brie, d'Isle de France et de Champagne et reprenait en cela les us des compagnies d'arbalétriers.

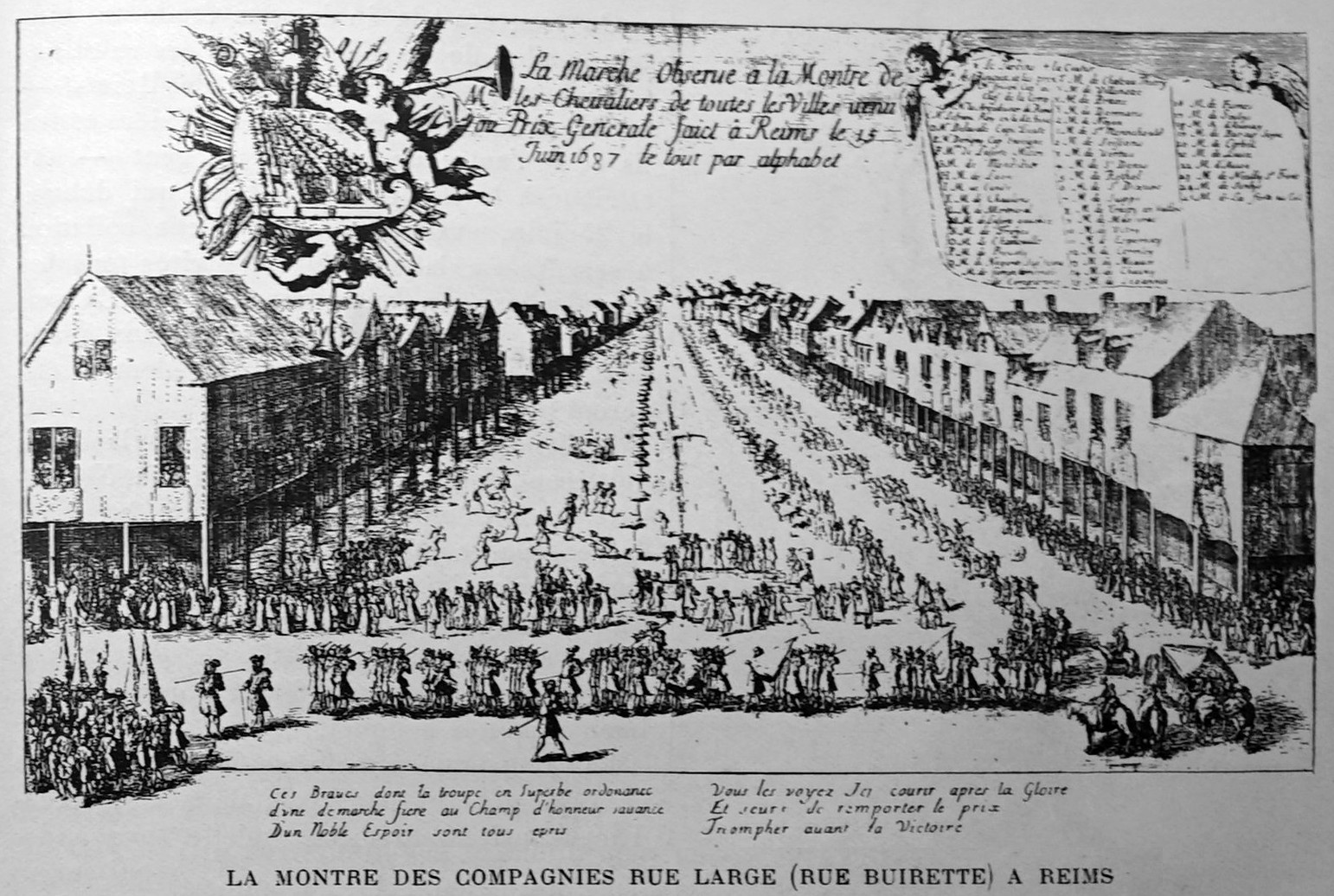
Juin 1687, alors rue Large, la compagnie des arquabusiers,
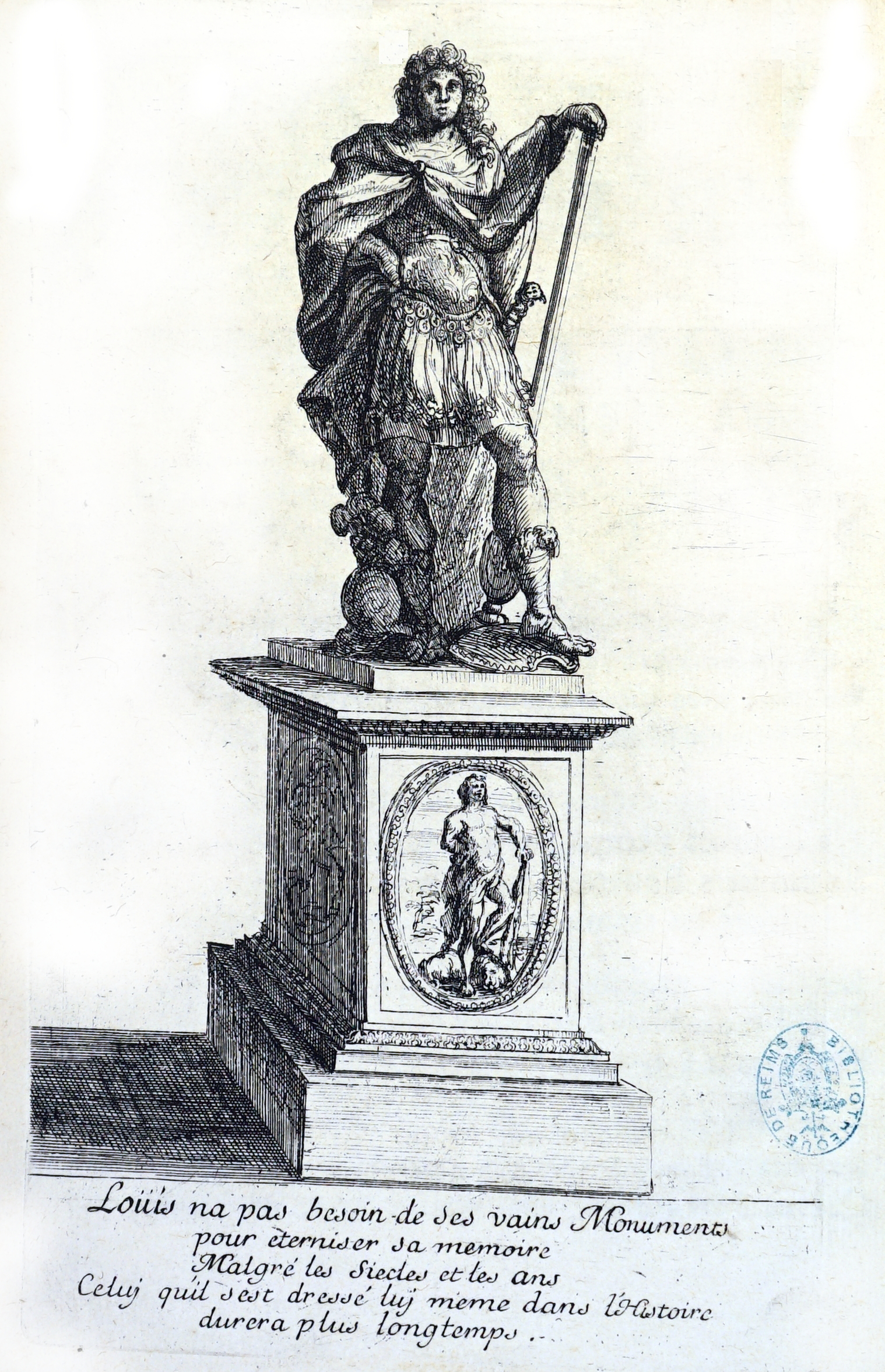
Statue de Louis XIV et de Mars,
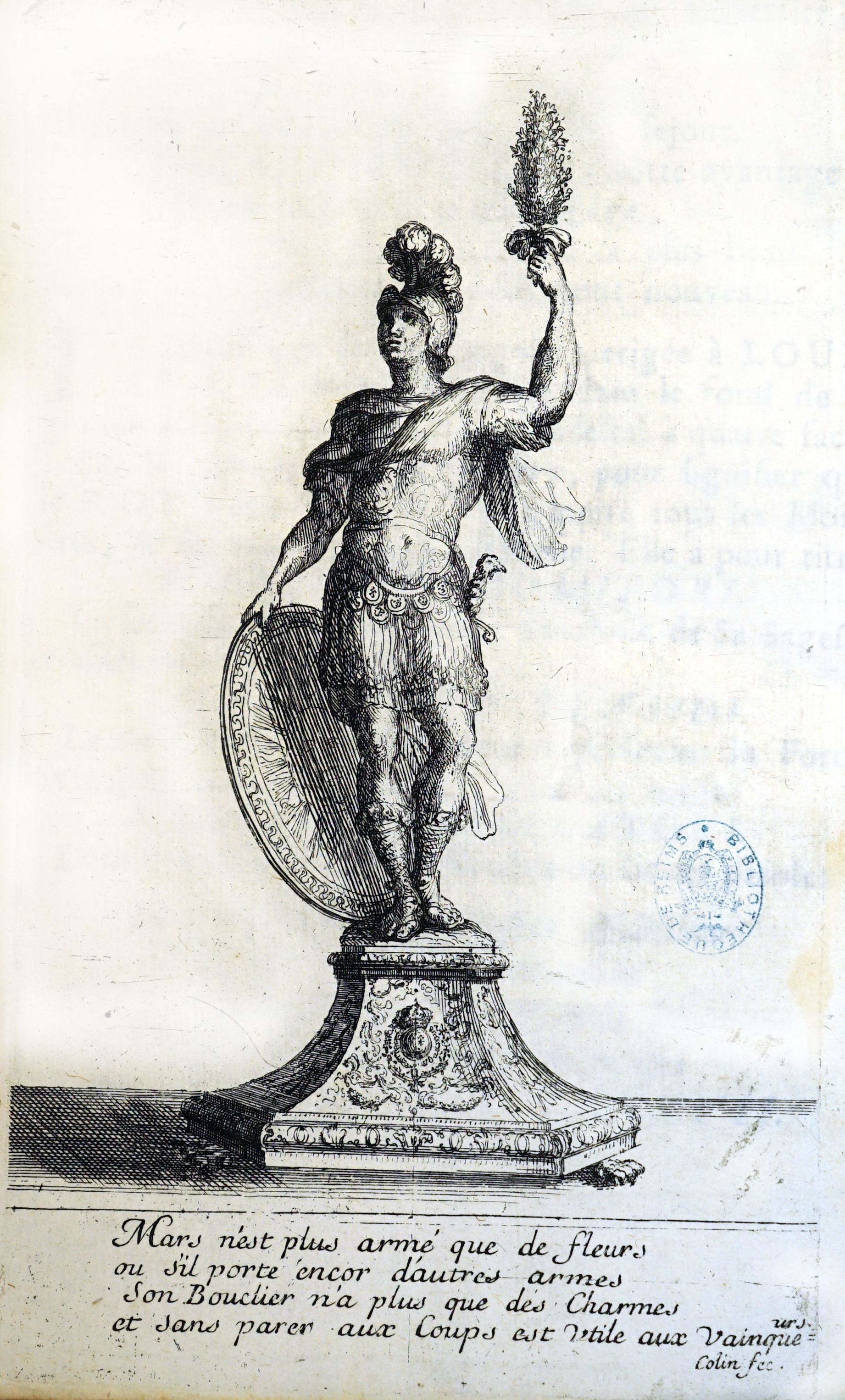
qui se trouvaient dans le jardin l'Hôtel,
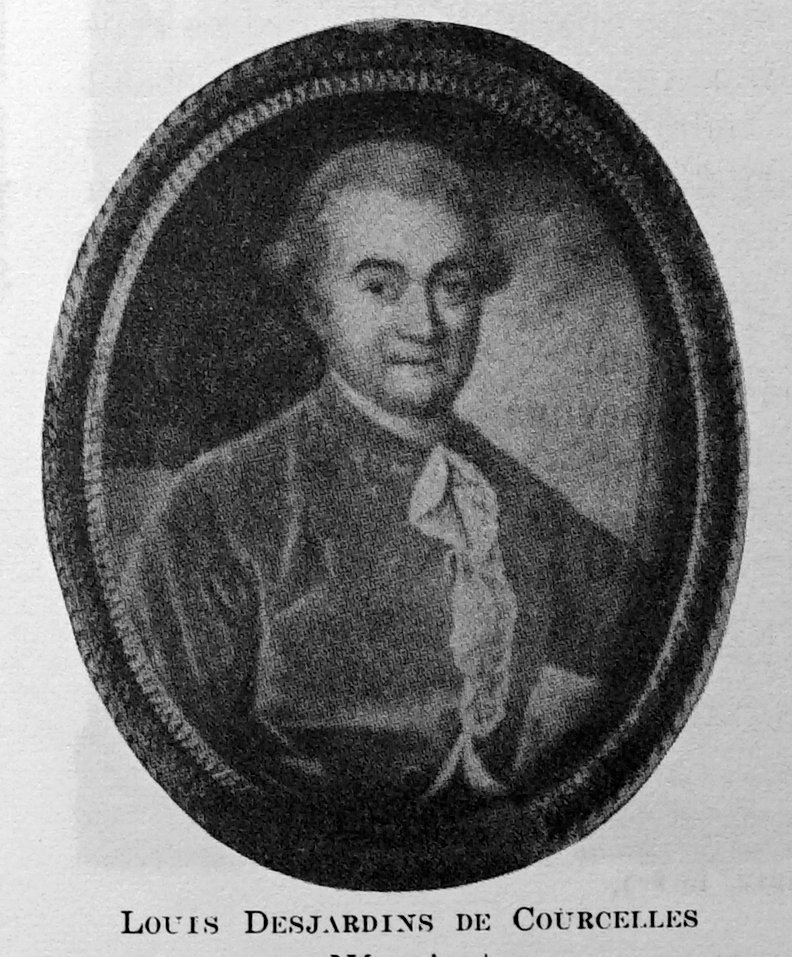
Louis Desjardins de Courcelles, capitaine des arquebusiers en 1767.

## Bâtiments remarquables et lieux de mémoire

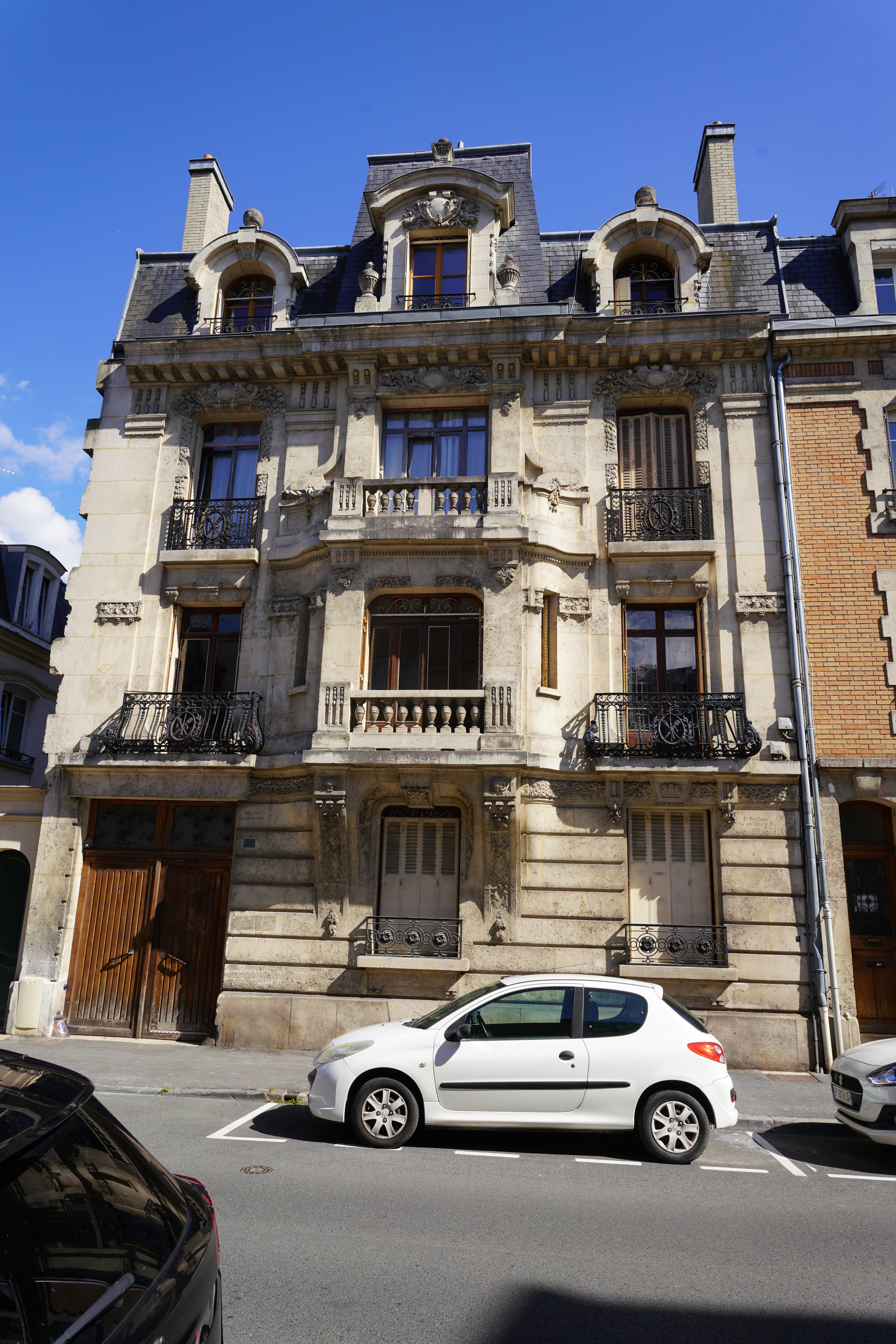
Maison du 17.
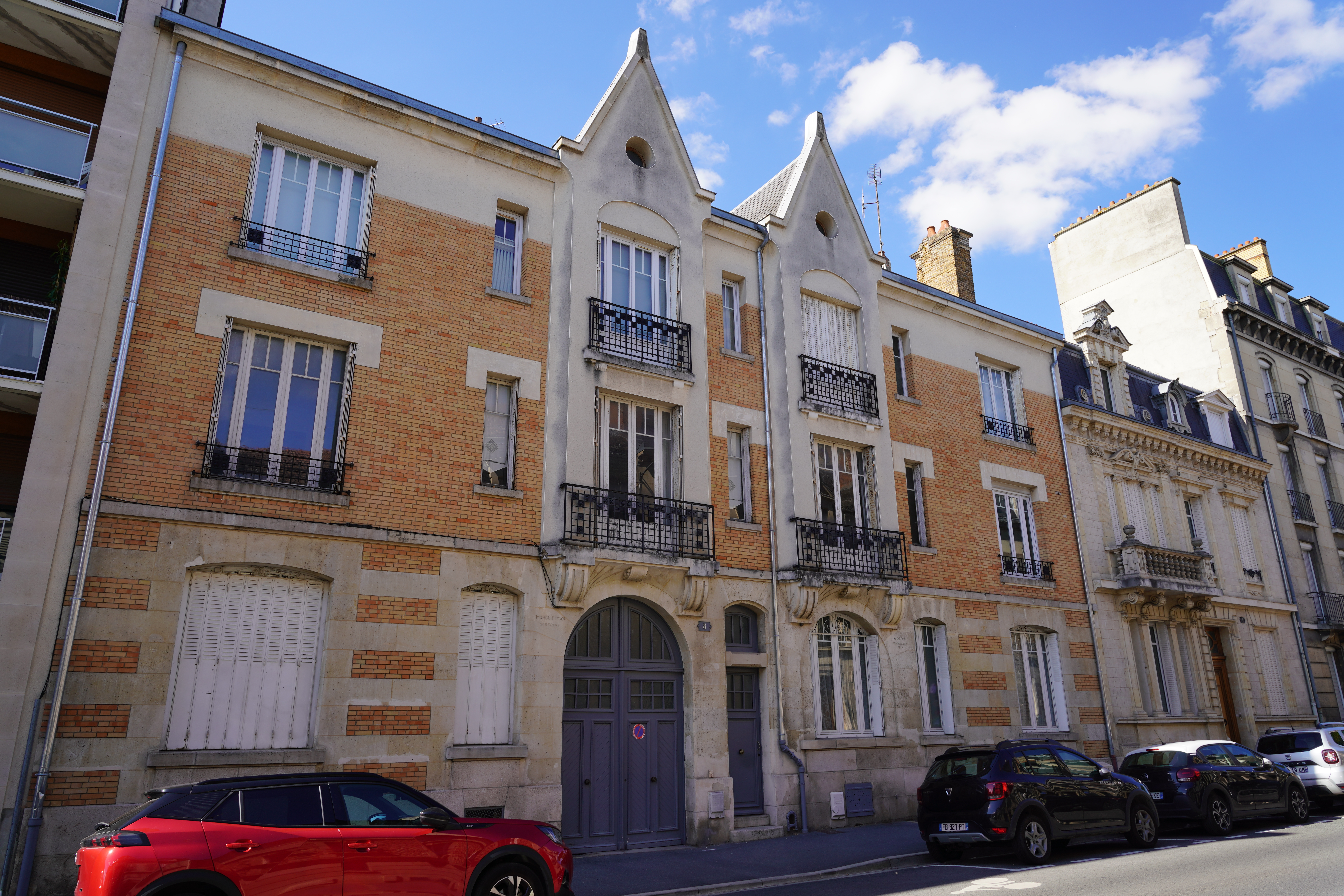
Maison du 8 par André Ragot.

- Au n° 17 : immeuble Remarquable avec une composition décorée symétrique aux 1er et 2ème étages, repris comme éléments de patrimoine d’intérêt local local[2].
- Au n° 22 :  immeuble Remarquable avec une composition d’inspiration classique avec un angle de rue à 3 travées valorisé par un balcon circulaire, couvert en saillie au rez-de-chaussée, porté par 2 colonnes, repris comme éléments de patrimoine d’intérêt local local[3].